# La Verrière
La Verrière là một xã của Pháp, nằm ở tỉnh Yvelines trong vùng Île-de-France.
Người dân ở đây trong tiếng Pháp gọi là Verriérois.
La Verrière có cự ly khoảng 16 km về phía tây-tây-nam Versailles và 19 km về phía đông bắc de Rambouillet. Các đơn vị giáp ranh: Élancourt về phía đông bắc, Le Mesnil-Saint-Denis về phía đông nam, Coignières về phía tây và Maurepas về phía tây bắc.